# Aritranis alexanderi
Aritranis alexanderi är en stekelart som först beskrevs av Henry Keith Townes, Jr. 1962.  Aritranis alexanderi ingår i släktet Aritranis och familjen brokparasitsteklar. Inga underarter finns listade.